# Tyler Ardron
Tyler Ardron (* 16. června 1991, Peterborough) je kanadský ragbista, který hraje jako vazač nebo druhořadník za francouzský tým Castres.
Za Kanadu odehrál 38 zápasů. Reprezentační premiéru zažil v červnu 2012 proti USA. Poslední utkání odehrál v říjnu 2021 proti Chile v kvalifikačním zápase o MS 2023. Hrál na MS 2015 a MS 2019, v obou případech byl na tyto turnaje jmenován kapitánem.
S ragby začal ve 14 letech, ještě v sedmnácti hrál lední hokej. Kariéru začal v roce 2013 ve velšském týmu Ospreys, kde hrál do roku 2017. Následně si zahrál novozélandskou ligu s klubem Bay of Plenty (2017, 2018) a Super Rugby za Chiefs (2018-2020). Stal se třetím kanadským reprezentantem, co si zahrál elitní ragbyovou soutěž na jižní polokouli. Následně se stal hráčem francouzského celku Castres. Na podzim 2023 s ním prodloužili smlouvu do roku 2026.